# Огюстен Шантрель
Огюстен Шантрель (фр. Augustin Chantrel; нар. 11 листопада 1906, Мерс-ле-Бен, Франція — пом. 4 вересня 1956) — французький футболіст, що грав на позиції правого півзахисника. Учасник першого чемпіонату світу.

## Клубна кар'єра
Починав виступи у команді Паризького університету. У дорослому футболі дебютував 1925 року виступами за команду клубу «Ред Стар», в якій провів три роки. В останньому сезоні команда здобула кубок Франції. На шляху до фіналу були здобуті перемоги над «Сен-Мало», «Ам'єном» і «Стад Франсе». Суперниками у вирішальному матчі були земляки з «Парі Жан-Буена» (перемога 3:1). Своєю грою привернув увагу керівництво команди-фіналіста і відіграв за інший столичний клуб наступні чотири сезони.
У 1932 році повернувся до «Ред Стару», який став одним із засновників футбольної професіональної ліги. Дебют не вдався — клуб вилетів до другого дивізіону. Наступний сезон захищав кольори «Ам'єна», а по його завершенні повернувся до Парижу. «Ред Стар» був одним із «аутсайдерів» змагання і врешті-решт понизилася у класі. Сезон у другому дивізіоні став останнім в ігровій кар'єрі Огюстена Шантреля. Всього провів 135 лігових матчів (2 голи) і 35 матчів у кубку.
У складі національної команди дебютував 11 березня 1928 року проти збірної Швейцарії (3:4). У травні поїхав на IX літні Олімпійські ігри в Амстердамі. Французи на турнірі провели одну гру — проти італійців (поразка 3:4). Протягом наступних двох років провів ще три матчі і потрапив до заявки на світову першість в Уругваї.
На турнір приїхали лише чотири європейських збірних: Бельгії, Румунії, Франції й Югославії. У стартовому матчі групи «А» французи здобули переконливу перемогу над збірною Мексики (4:1). На 19-й хвилині Люсьєн Лоран відкрив рахунок у грі, наприкінці першого тайму Марсель Ланжіє його подвоїв, а в другій половині Андре Машіно зробив «дубль». В наступних поєдинках французи зазнали мінімальних поразок від збірних Аргентини і Чилі. У підсумку третє місце, а переможці групи — аргентинці — дійшли до фіналу, де поступилися господарям змагання. Після чемпіонату світу провів ще чотири товариськігри у складі збірної Франції.

## Досягнення
- Володар кубка Франції (1):

«Ред Стар»:  1928

## Статистика
Статистика виступів в офіційних матчах:
| Сезон             | Команда           | Чемпіонат | Чемпіонат | Чемпіонат | Кубок | Кубок | Збірна | Збірна |
| Сезон             | Команда           | Ліга      | Ігри      | Голи      | Ігри  | Голи  | Ігри   | Голи   |
| ----------------- | ----------------- | --------- | --------- | --------- | ----- | ----- | ------ | ------ |
| 1927/28           | «Ред Стар»        | —         | —         | —         | 6     | 0     | 5      | 0      |
| 1928/29           | «Парі Жан-Буен»   | —         | —         | —         | 2     | 0     | 1      | 0      |
| 1929/30           | «Парі Жан-Буен»   | —         | —         | —         | 1     | 0     | 5      | 0      |
| 1930/31           | «Парі Жан-Буен»   | —         | —         | —         | 1     | 0     | 2      | 0      |
| 1931/32           | «Парі Жан-Буен»   | —         | —         | —         | 1     | 0     | —      | —      |
| 1932/33           | «Ред Стар»        | Д-1       | 17        | 0         | 4     | 0     | 2      | 0      |
| 1933/34           | «Ам'єн»           | Д-2       | 21        | 0         | 4     | 0     | —      | —      |
| 1934/35           | «Ред Стар»        | Д-1       | 16        | 1         | 4     | 0     | —      | —      |
| 1935/36           | «Ред Стар»        | Д-1       | 24        | 0         | 4     | 0     | —      | —      |
| 1936/37           | «Ред Стар»        | Д-1       | 27        | 0         | 4     | 0     | —      | —      |
| 1937/38           | «Ред Стар»        | Д-1       | 17        | 1         | 3     | 0     | —      | —      |
| 1938/39           | «Ред Стар»        | Д-2       | 13        | 0         | 1     | 0     | —      | —      |
| Усього за кар'єру | Усього за кар'єру | Д-1       | 101       | 2         | 35    | 0     | 15     | 0      |
| Усього за кар'єру | Усього за кар'єру | Д-2       | 34        | 0         | 35    | 0     | 15     | 0      |

Статистика виступів на чемпіонаті світу:
| група «А» 13 липня 1930 |

| Франція                        | 4 — 1 | Мексика       |
| ------------------------------ | ----- | ------------- |
| Лоран 19', 40' Машіно 43', 87' | Звіт  | Карреньйо 70' |

| «Естадіо Посітос» (Монтевідео) Глядачів: 4 444 |

Франція: Алексіс Тепо, Марсель Ланжіє, Александр Віллаплан (), Ернест Лібераті, Андре Машіно, Етьєн Маттле, Марсель Пінель, Люсьєн Лоран, Марсель Капелль, Огюстен Шантрель, Едмон Дельфур. Тренер — Рауль Кодрон.
Мексика: Оскар Бонфільйо, Хуан Карреньйо, Рафаель Гутьєррес (), Хосе Руїс, Альфредо Санчес, Луїс Перес, Іларіо Лопес, Діонісіо Мехія, Феліпе Росас, Мануель Росас, Ефраїн Амескуа. Тренер — Хуан Луке.
| група «А» 15 липня 1930 |

| Аргентина | 1 — 0 | Франція |
| --------- | ----- | ------- |
| Монті 81' | Звіт  |         |

| «Естадіо Парк Сентрал» (Монтевідео) Глядачів: 23 409 |

Аргентина: Анхель Боссіо, Франсіско Варальйо, Хосе Делья Торре, Луїс Монті, Хуан Еварісто, Маріо Еварісто, Мануель Феррейра (), Роберто Черро, Рамон Муттіс, Наталіо Перінетті, Педро Суарес. Тренер — Франсіско Оласар.
Франція: Алексіс Тепо, Ернест Лібераті, Андре Машіно, Етьєн Маттле, Марсель Пінель, Марсель Ланжіє, Александр Віллаплан (), Люсьєн Лоран, Марсель Капелль, Огюстен Шантрель, Едмон Дельфур. Тренер — Рауль Кодрон.
| група «А» 19 липня 1930 |

| Чилі         | 1 — 0 | Франція |
| ------------ | ----- | ------- |
| Субіабре 65' | Звіт  |         |

| «Естадіо Сентенаріо» (Монтевідео) Глядачів: 2 000 |

Чилі: Роберто Кортес, Томас Охеда, Карлос Відаль, Еберардо Вільялобос, Гільєрмо Ріверос, Гільєрмо Сааведра, Карлос Шнебергер, Гільєрмо Субіабре, Артуро Торрес, Касіміро Торрес, Ернесто Чапарро. Тренер — Дьордь Орт.
Франція: Алексіс Тепо, Еміль Венант, Ернест Лібераті, Етьєн Маттле, Марсель Пінель, Марсель Капелль, Огюстен Шантрель, Едмон Дельфур, Селестен Дельмер, Марсель Ланжіє, Александр Віллаплан (). Тренер — Рауль Кодрон.